# Кобельт, Карл
Карл Кобельт (нем. Karl Kobelt; 1 августа 1891 года, Санкт-Галлен, Швейцария — 6 января 1968 года, Берн, Швейцария) — швейцарский политик, президент.

## Биография
По профессии Карл Кобельт — инженер-строитель. В 1917 году получил степень доктора технических наук.
С 1919 по 1933 год он возглавлял департамент регулирования озёр в Федеральном управлении водных ресурсов. В 1933 году избран в правительство кантона Санкт-Галлен (в 1936-1937 гг. был председателем правительства). До своей отставки в 1940 году, возглавлял департамент общественных работ и, несмотря на экономический кризис, реализовал или запланировал несколько крупных проектов (регулирование Рейна, мелиорация долины Линта, расширение транспортной инфраструктуры и сети больниц). Он также председательствовал в Синоде реформатской церкви Санкт-Галлена.
В 1939 году Кобельт был избран членом Национального совета (парламент Швейцарии), а в 1940 году Федерального совета (правительство).
- 10 декабря 1940 — 5 ноября 1954 — член Федерального совета Швейцарии.
- 1 января 1941 — 31 декабря 1954 — начальник военного департамента.
- 1 января — 31 декабря 1945 и 1 января — 31 декабря 1951 — вице-президент Швейцарии.
- 1 января — 31 декабря 1946 и 1 января — 31 декабря 1952 — президент Швейцарии.

В послевоенный период, Кобельт способствовал корректировке национальной обороны в новой геостратегической ситуации (переход к мобильной оборонительной армии, требующий пересмотра военной организации и оснащения). После отставки он входил в советы директоров двух металлургических компаний.